# Kamotsay István
Kamotsay István (Hódmezővásárhely, 1923. május 15. – Budapest, 1994. június 15.) Munkácsy Mihály-díjas magyar szobrászművész.

## Életpályája
1938–1940 között a makói József Attila Gimnázium diákja volt. 1941–1949 között a Magyar Képzőművészeti Főiskola hallgatója volt, ahol tanárai voltak többek közt: Bory Jenő, Pásztor János, Pátzay Pál és Medgyessy Ferenc. 1947-től a százados úti művésztelep tagja volt. 1952–1955 között a Magyar Képzőművészek és Iparművészek Szövetsége szobrász szakosztályának titkáraként tevékenykedett.

## Kiállításai

### Egyéni
- 1959, 1961 Budapest

### Válogatott, csoportos
- 1948, 1950, 1962, 1964-1965, 1971, 1974, 1978 Budapest
- 1954, 1964, 1974 Hódmezővásárhely
- 1962 Szeged, Miskolc
- 1967 Debrecen
- 1984 Zánka

## Művei

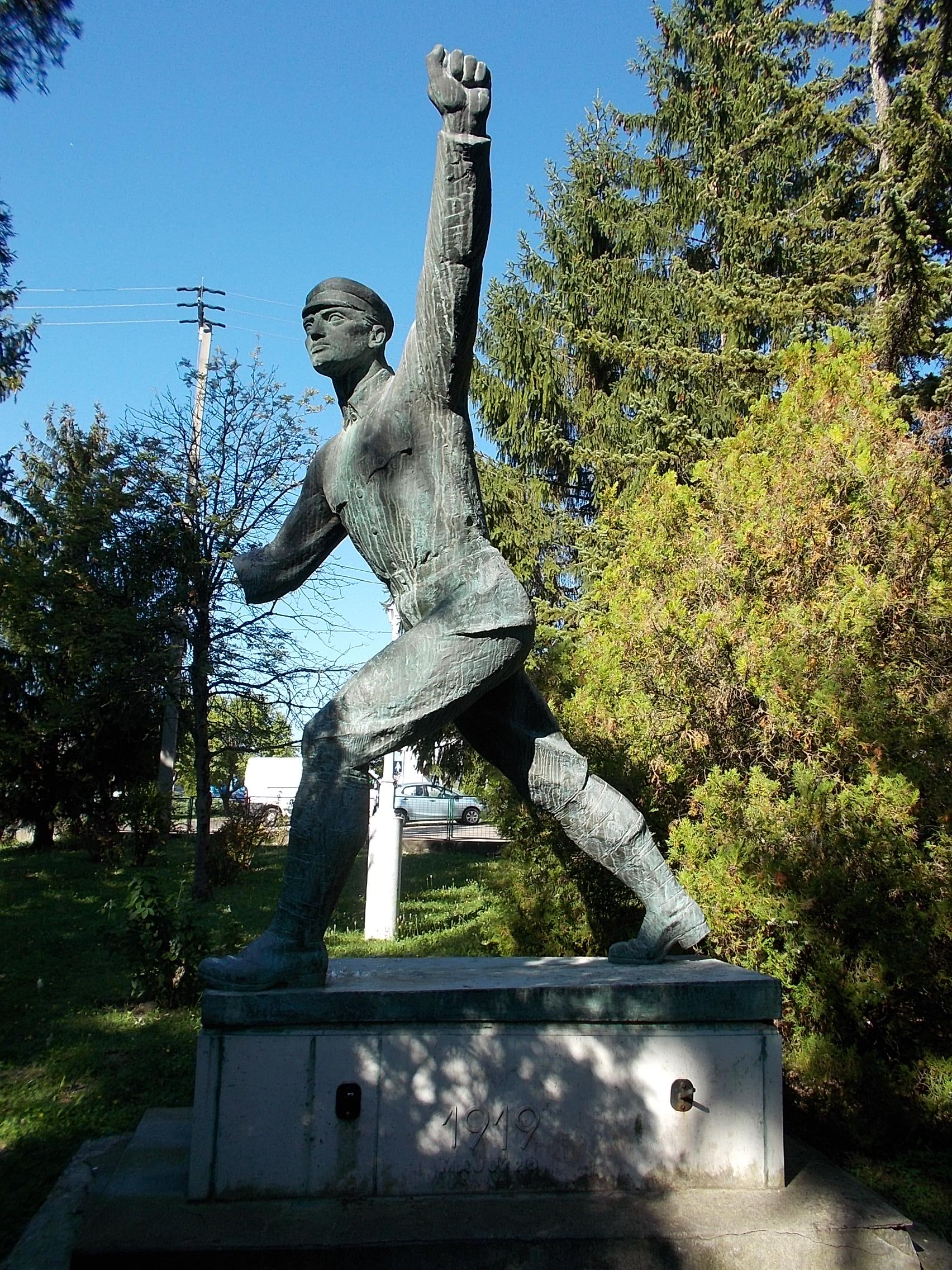
Az 1919-es Üldözöttek emlékműve Bélapátfalván. A neves szobrot 1963. szeptember 8-án állították fel. Vandálok a 2000-es években lefűrészelték a szobor kezét s a benne tartott puskáját. Nem kommunista emlékmű.

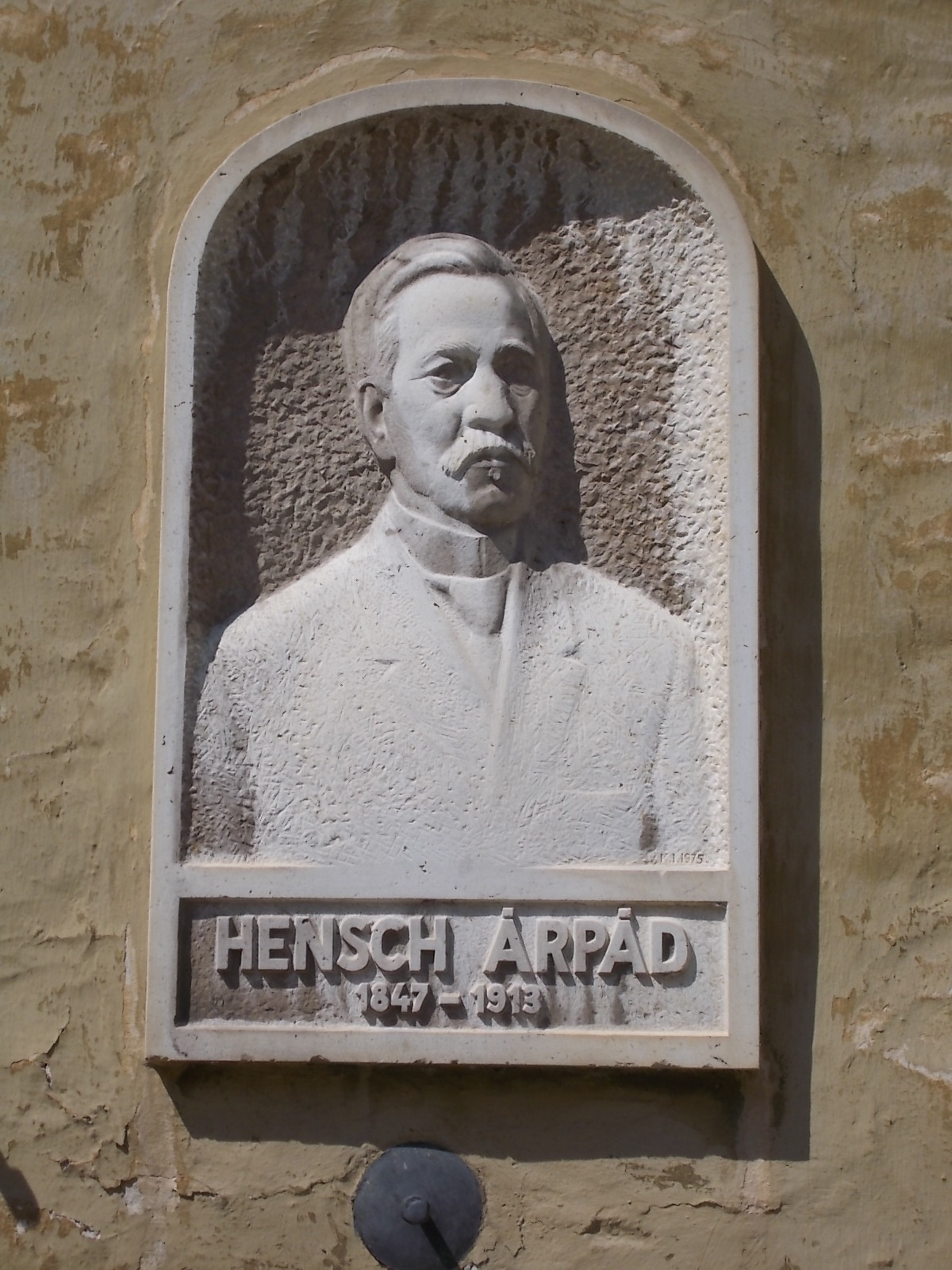
Hensch Árpád portrédomborműve

- Vízmerítő (Hódmezővásárhely, 1950)
- Szerelőmunkás (Tatabánya, 1951)
- Villanyszerelő szobra (Pécs, 1954)
- Felszabadulási emlékmű (Hódmezővásárhely, 1954)
- Lenin (Cegléd, 1957)
- Győztes szobor (Budapest, 1958)
- Ady Endre (Zalaegerszeg, 1958)
- Vörösmarty Mihály-szobor (Debrecen, 1960)
- Vöröskatona (Gyula, 1960)
- Építész lány (Miskolc, 1961)
- Ülő nő (Tatabánya, 1962)
- Üldözöttek Emlékműve 1919.  (Bélapátfalva, 1963. szeptember 8.)
- Úszó nő (Almásfüzitő, 1964)
- Ady Endre utcanévtábla (Hódmezővásárhely, 1966)
- Arany János (Hódmezővásárhely, 1967)
- Csokonai Vitéz Mihály (Csurgó, 1967)
- Vívó (Dunaújváros, 1967)
- Kittenberger Kálmán (Nagymaros, 1971)
- Rottenbiller Lipót (Budapest, 1973)
- Rozsdaszobor (Szolnok, 1974)
- Hensch Árpád portrédomborműve (Mosonmagyaróvár, 1975)
- Horváth Géza (Budapest, 1981)
- Kőrösi Csoma Sándor (Dunakeszi, 1984)

## Díjai, elismerései
- Munkácsy Mihály-díj (1953, 1973)
- SZOT-díj (1966)